# Cunedda
Cunedda geldt als de stichter van de eerste koninklijke dynastie van Gwynedd. Volgens de Historia Britonum leefde hij 143 jaar voor Maelgwn, wat hem rond 380 plaatst. Als dit correct is, is hij vermoedelijk naar Wales getrokken in opdracht van Magnus Maximus, maar historici houden ook de mogelijkheid aan dat hij iets later leefde, rond 440. Zijn grootvader staat bekend als Padern Beisrudd (Paternus met de rode mantel), wat doet vermoeden dat hij een Romeins officier was. 
Hij was oorspronkelijk afkomstig van Gododdin, maar trok volgens de legende met zijn 8 zonen naar Wales, waar hij de Ieren verdreef. Hun namen zijn verwant aan die van delen van Gwynedd. Mogelijk zijn deze echter geen onderdeel van de oorspronkelijke legende, maar later toegevoegd om de claims van de koningen van Gwynedd op alle delen van het rijk, en ook naburige rijken zoals Ceredigion (een van de namen is Ceredig, de legendarische stichter van Ceredigion), te versterken.
Maelgwn Gwynedd, koning van Gwynedd ten tijde van Gildas, is volgens de (weinig betrouwbare) Welshe genealogieën een achterkleinzoon van Cunedda.